# Vetenskapsåret 1840

## Händelser
- John William Draper fotograferar månen och introducerar därmed fotografin som hjälpmedel inom astronomin.
- Franska sydterritorierna (Adélieland) besöks för första gången av Jules Dumont d'Urville som gör anspråk för Frankrike.
- Louis Agassiz publicerar Etudes sur les glaciers.
- William Fox Talbot uppfinner fotografering med positiv/negativ.

### Allmänt
- Mars - William Whewell publicerarar en andra gång begreppet scientist (engelska för "vetenskapsman"). [1][2]

## Pristagare
- Copleymedaljen: Justus Liebig, tysk kemist.
- Rumfordmedaljen: Jean-Baptiste Biot, fransk fysiker, astronom och matematiker.
- Wollastonmedaljen: André Hubert Dumont, belgisk geolog. [3]

## Födda
- 4 februari - Hiram Maxim (död 1916), amerikansk uppfinnare av kulsprutan.
- 5 februari - John Boyd Dunlop (död 1921), skotsk uppfinnare.
- 10 februari - Per Teodor Cleve (död 1905), svensk kemist och geolog.
- 28 mars - Emin Pasha (död 1892), tysk läkare och forskningsresande.
- 4 augusti - Richard von Krafft-Ebing (död 1902), tysk sexolog och psykiater.

## Avlidna
- 2 mars - Heinrich Wilhelm Matthäus Olbers (född 1758), tysk astronom, läkare och fysiker.
- 23 mars - William Maclure (född 1763),  amerikansk geolog.
- 25 april - Siméon Poisson (född 1781), fransk matematiker.

### Fotnoter
1. ↑  Whewell, William (1840). ”Introduction”. The Philosophy of the Inductive Sciences, founded upon their history. "1". London: J. W. Parker. sid. 113
2. ↑  ”scientist, n.”. Oxford English Dictionary online version. Oxford University Press. March 2011. http://www.oed.com:80/Entry/172698. Läst 5 april 2011. (Prenumeration eller UK public library-medlemskap krävs)
3. ↑  ”Geological Society”. Arkiverad från originalet den 5 juni 2011. https://web.archive.org/web/20110605102217/http://www.geolsoc.org.uk/gsl/society/history/page750.html. Läst 13 april 2011.